# Клуб щастя
«Клуб щастя» — російський фільм. Режисер-постановник — Ігор Каленов.

## Зміст
Головна героїня Катя вирушає до Пітера з провінції. Вона мріє зробити кар'єру в музичному бізнесі, але жорстока реальність російського шоубізу моментально протвережує її. Дівчина йде працювати в нічний клуб за барну стійку. Саме там їй зустрінеться безліч людей, які по-різному впливатимуть на її подальшу долю.

## Ролі
- Софія Ская — Катя, барвумен / танцюристка
- Олексій Бардуков — Макс, хлопець Каті
- Настя Задорожна — Інга, танцюристка
- Володимир Кристовський — Колян, працівник складу / музикант
- Андрій Носков — Сергій, директор клубу
- Юрій Гальцев — Ілля Максимович, власник клубу
- Володимир Крилов — Кирило, бармен
- Сергій Мигицко — В'ячеслав, батько Каті / художник / архітектор
- Аліка Смєхова — Марина, мати Каті
- Аркадій Коваль — Костянтин Андронович, керівник трупи танцюристок
- Анна Семенович — камео

## Цікаві факти
- Історію Коляна можна вважати продовженням історії Морфеуса, якого так само зіграв Кристовський, з фільму «О, щасливчик!», оскільки в кінці фільму сказано, що Морфеус став поп-зіркою.
- У квартирі Коляна висить плакат із зображенням гурту Uma2rmaH.